# Jindřich František z Mansfeldu
Jindřich František z Mansfeldu (německy Heinrich Franz von Mansfeld, Reichsfürst und Fürst von Fondi , 21. listopadu 1640 nebo 1641 Bornstedt, Sasko-Anhaltsko — 18. června 1715 Vídeň) byl rakouský šlechtic a diplomat, polní maršál a prezident dvorské válečné rady.

## Život
Narodil se jako syn Bruna III. z Mansfeldu z šlechtického rodu Mansfeldů a jeho manželky Marie Magdaleny z Törringu. Jeho bratr František Maxmilián z Mansfeldu (1639-1692) byl hofmistrem císařovny Markéty Terezy.
Již jako mladý vstoupil do služeb Habsburků. Po krátké službě v císařské armádě byl ve dvorské nebo diplomatické službě. I přes svou nevelkou vojenskou zkušenost se v roce 1689 stal polním maršálem.
V letech 1680-1682 byl vyslancem u francouzského dvora a v letech 1683 až 1690 byl vyslancem u španělského dvora. Mezi lety 1684–1701 byl nejvyšším dvorským maršálkem u vídeňského dvora a v roce 1701 byl jmenován prezidentem Dvorské válečné rady. V této pozici opakovaně vystupoval v opozici proti princi Evženovi Savojskému. Pro neoblíbenost mezi velením i mužstvem byl v roce 1703 odvolán. Až do své smrti zastával pozici nejvyššího dvorského komorníka u vídňského dvora.
V roce 1690 doprovázel princeznu Marii Annu Falcko-Neuburskou do Valladolidu, kde se stala manželkou španělského krále Karla II. Za tuto službu byl Jindřich František odměněn titulem granda a udělením knížectví Fondi v Neapolsku a Řádu zlatého rouna.

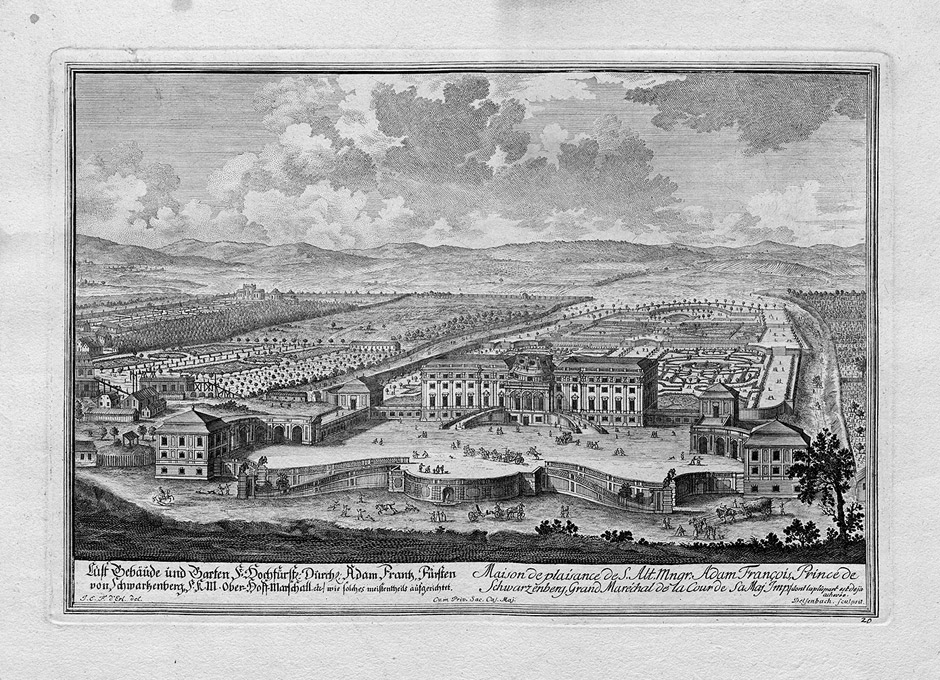
Schwarzenberský palác

Počínaje rokem 1697 pověřil architekta Johanna Lucase von Hildebrandt vybudováním letohrádku se zahradami, který po jeho smrti získali Schwarzenbergové. Jde o významnou architektonickou památku, známou dnes jako Schwarzenberský palác.

### Manželství
Jindřich František byl dvakrát ženatý. V roce 1679 se oženil poprvné, s Marií Luisou z Aspremont-Nanteville (1652-1692), vdovou po lotrinském vévodovi Karlovi IV. Z manželství se narodily dvě dcery:
- Marie Anna z Mansfeldu (1680-1724)

⚭ 1699 Vilém Florentin ze Salm-Neuvilleru (1670-1707), syn Karla Florentina ze Salmu
⚭ Karel Colonna z Felsu
⚭ 1709 Achác Adam z Auerspergu (1676-1739)
- Marie Eleonora z Mansfeldu (1682-1747) ⚭ 1703 Karel František Adam Antonín z Mansfeldu, kníže z Fondi (1678-1717)

Po smrti své první manželky se 16. listopadu 1693 oženil podruhé, s Marií Františkou z Auerspergu (1664-1739). Toto manželství zůstalo bezdětné.